# Fangchenggang
Fangchenggang (em chinês tradicional: 防城港市; chinês simplificado: 防城港市; pinyin: Fángchénggǎng; Zhuang:Fangzcwngzgangj) é uma localidade situada ao sul da Regiao Autónoma Zhuang de Quancim, na República Popular da China. Ocupa uma área total de 6.173 Km² dos quais 370 km² correspondem à cidade propriamente dita. As etnias presentes na cidade são Zhuang, Yao, Hui, Miao e Han. Segundo dados de 2010, Fangchenggang possuí 866.900 habitantes, 23% das pessoas que pertencem ao grupo étnico Zhuang.